# Galeandra lacustris
Espèce
Classification phylogénétique
Galeandra lacustris est une espèce de plantes à fleurs de la famille des Orchidaceae (les orchidées) et du genre Galeandra originaire de Colombie, du Pérou, d'Équateur, du Venezuela et du Brésil. Elle a été décrite pour la première fois par João Barbosa Rodrigues, (1842-1909).

## Synonyme
- Galeandra descagnolleana Rchb.f. 1887